# V NFI Victoria
Rubicon Partners S.A. (wcześniej V Narodowy Fundusz Inwestycyjny Victoria SA) – spółka notowana na Giełdzie Papierów Wartościowych w Warszawie, były narodowy fundusz inwestycyjny.
Fundusz został powołany w ramach programu powszechnej prywatyzacji, mającego na celu restrukturyzację polskich sprywatyzowanych przedsiębiorstw. Fundusz w ramach określonej statutem działalności gospodarczej zajmuje się także zarządzaniem aktywami, czyli portfelem udziałów w posiadanych spółkach, nabywaniem papierów wartościowych emitowanych przez Skarb Państwa oraz zarządzaniem gotówką.
Rubicon Partners NFI S.A. już kilkakrotnie dzielił się swoją gotówką poprzez ogłaszane wezwania do sprzedaży akcji. Walne zgromadzenia powiązanych ze sobą kapitałowo Funduszy Inwestycyjnych 1, Victorii i Fortuny podjęły w 3 kw. 2004 roku uchwały o ich rozwiązaniu i postawieniu w stan likwidacji. Miała ona potrwać kilkanaście miesięcy. W tym czasie do NFI należało spłacanie zobowiązań i upłynnianie resztek majątku. Jednak pomimo wcześniejszych ustaleń, według informacji z 15 kwietnia 2008 roku, Pierwszy Narodowy Fundusz Inwestycyjny, V Narodowy Fundusz Inwestycyjny Victoria oraz Narodowy Fundusz Inwestycyjny Fortuna zawarły porozumienie w sprawie połączenia. Połączenie miało nastąpić przez przeniesienie całego majątku 01 NFI i NFI Fortuna do NFI Victoria, w zamian za akcje, które NFI Victoria wyda akcjonariuszom 01 NFI oraz NFI Fortuna. W lutym 2009 roku nastąpiło połączenie z NFI Fortuna.
Zmiana nazwy z NFI Victoria S.A. na Rubicon Partners NFI S.A. została dokonana z końcem 2009 roku.
NFI Victoria S.A. zadebiutowała na GPW 12 czerwca 1997 roku.